# Marilyn Manson
Marilyn Manson, született: Brian Hugh Warner (Canton, Ohio, 1969. január 5. – ) amerikai énekes, dalszövegíró, zenész, zeneszerző, színész, festő, író és zenei újságíró. A Marilyn Manson együttes névadója és énekese. Művésznevét Marilyn Monroe színésznő és modell keresztnevéből és a hírhedt bűnöző, Charles Manson vezetéknevéből formálta meg. Hosszú múlttal rendelkezik a médiában, amely szerint rossz hatással van a gyermekekre.[forrás?] Ezt a vitatott[forrás?] színpadi megjelenésével és a szókimondó, lázító dalszövegeivel érte el.

## Gyermekkora
Marilyn Manson Brian Hugh Warnerként született az Ohio állambeli Cantonban, Barbara és Hugh Warner egyetlen gyermekeként. Manson apai ágról német származású és távoli unokatestvére a politikai hírmondó Pat Buchanannek. Gyermekként az édesanyjával látogatta az episzkopális egyház miséit, bár az apja katolikus vallású volt. Brian a Heritage Christian Schoolban végezte el az első tíz osztályát. Az iskolában a tanárok próbálták a gyerekeket eltántorítani a rocktól és metáltól, mivel úgy hitték ezen zenék iránti rajongás drogokhoz és bűnözéshez vezet. Ezért bemutatták a tanulóknak milyen zenét nem szabad hallgatni, és ebbe szeretett bele Manson. Miután elköltöztek Fort Lauderdale-be, a Cardinal Gibbons High Schoolban folytatta tanulmányait. Manson 1987-ben érettségizett le, ezután a Broward College hallgatója lett 1990-től. Majd újságíróként dolgozott a dél-floridai 25th Parallelnél, ahol zenei cikkeket írt. Munkája során találkozott több zenésszel is – mint például Trent Reznor, a Nine Inch Nails frontembere vagy a My Life With the Thrill Kill Kult – akik hasonló irányzatot képviseltek, mint Manson későbbi bandája.

## Karrier
Manson és Scott "Daisy Berkowitz" Putesky, gitáros alapították a Marilyn Manson & the Spooky Kidset egy beszélgetést követően a floridai Fort Lauderdale-ben, 1989-ben. Később a banda nevét lerövidítették csak simán Marilyn Mansonra.